# Ville Viljanen
Ville Viljanen, född 2 februari 1971, är en finländsk fotbollsspelare som huvudsakligen varit verksam som forward i Sverige. 
Hans moderklubb var Sandarna BK. Därefter spelade han 193 matcher för BK Häcken fram till 1999 då han värvades till Västra Frölunda. I den klubben blev det 21 matcher och 2 mål. Samma år blev också Viljanen uttagen i finska landslagstruppen mot Slovenien. Därefter blev det två säsonger i engelska Port Vale FC där han gjorde 37 matcher och 6 mål. Sommaren 2001 värvades Viljanen till GAIS, för att hjälpa till att rädda klubben kvar i superettan. Detta misslyckades och klubben tvingades till en tvåårig sejour i division 2. Efter säsongen 2004 i superettan slutade Viljanen i GAIS. Totalt blev det 76 matcher och 30 mål. Viljanen bildade i GAIS forwardspar tillsammans med Mathias Gravem, under ett par säsonger och har beskrivits som en stark targetplayer som också hade känsla för målet. Viljanen gick till Jonsereds IF efter sin sejour i GAIS.